# Saison 2024-2025 des Wizards de Washington
La saison 2024-2025 des Wizards de Washington est la 64e saison de la franchise en NBA et la 52e saison dans la ville de Washington D.C.
Le 21 mars, les Wizards sont éliminés de la course aux playoffs après une défaite contre le Magic d'Orlando (105-120).

## Draft
| Tour | Choix | Joueur         | Poste | Nationalité | Provenance                         |
| ---- | ----- | -------------- | ----- | ----------- | ---------------------------------- |
| 1    | 2     | Alexandre Sarr | C     | France      | Perth Wildcats (Australie)         |
| 1    | 26    | Dillon Jones   | SF    | États-Unis  | Wildcats de Weber State            |
| 2    | 51    | Melvin Ajinça  | SF    | France      | Saint-Quentin Basket-Ball (France) |

## Matchs

### Summer League
| Summer League Total: 3-2 |

| Match | Date match | Équipe     | Score    | Meilleur marqueur       | Meilleur rebondeur      | Meilleur passeur        | Lieux Spectateurs      | Série |
| ----- | ---------- | ---------- | -------- | ----------------------- | ----------------------- | ----------------------- | ---------------------- | ----- |
| 1     | 12 juillet | Atlanta    | V 94-88  | Carlton Carrington (19) | Carlton Carrington (9)  | Carlton Carrington (8)  | Thomas & Mack Center 0 | 1 - 0 |
| 2     | 14 juillet | Houston    | D 91-109 | Justin Champagnie (19)  | Justin Champagnie (7)   | Carlton Carrington (5)  | Thomas & Mack Center 0 | 1 - 1 |
| 3     | 16 juillet | Portland   | D 80-82  | Carlton Carrington (20) | Champagnie, Sarr (9)    | Carlton Carrington (5)  | Thomas & Mack Center 0 | 1 - 2 |
| 4     | 18 juillet | Sacramento | V 73-69  | Jules Bernard (20)      | Alexandre Sarr (11)     | Patrick Baldwin Jr. (5) | Thomas & Mack Center 0 | 2 - 2 |
| 5     | 20 juillet | Milwaukee  | V 91-79  | Taylor Funk (29)        | Carlton Carrington (15) | Trois joueurs (5)       | Cox Pavilion 0         | 3 - 2 |

### Pré-saison
| Pré-saison Total: 2-3 (Domicile : 2-0; Extérieur : 0-3) |

| Match | Date match | Équipe     | Score     | Meilleur marqueur    | Meilleur rebondeur    | Meilleur passeur   | Lieux Spectateurs            | Série |
| ----- | ---------- | ---------- | --------- | -------------------- | --------------------- | ------------------ | ---------------------------- | ----- |
| 1     | 6 octobre  | @ Toronto  | D 98-125  | Jordan Poole (16)    | Jonas Valančiūnas (6) | Jordan Poole (6)   | Bell Centre 21 900           | 0 - 1 |
| 2     | 9 octobre  | @ New York | D 94-117  | George, Kispert (14) | Coulibaly, Sarr (9)   | Butler, Poole (4)  | Madison Square Garden 19 161 | 0 - 2 |
| 3     | 11 octobre | Toronto    | V 113-95  | Kyle Kuzma (22)      | Jonas Valančiūnas (8) | Kyshawn George (5) | Capital One Arena 7 815      | 1 - 2 |
| 4     | 14 octobre | @ Brooklyn | D 92-131  | Jordan Poole (13)    | Marvin Bagley (8)     | Jared Butler (8)   | Barclays Center 12 904       | 1 - 3 |
| 5     | 18 octobre | New York   | V 118-117 | Jordan Poole (16)    | Marvin Bagley (7)     | Quatre joueurs (5) | Capital One Arena 11 894     | 2 - 3 |

### Saison régulière
| Saison régulière Total: 18-64 (Domicile : 8-33; Extérieur : 10-31) |

| Match | Date match | Équipe    | Score     | Meilleur marqueur    | Meilleur rebondeur     | Meilleur passeur    | Lieux Spectateurs        | Série |
| ----- | ---------- | --------- | --------- | -------------------- | ---------------------- | ------------------- | ------------------------ | ----- |
| 1     | 24 octobre | Boston    | D 102-122 | Jordan Poole (26)    | Bagley, Coulibaly (6)  | Bilal Coulibaly (6) | Capital One Arena 18 610 | 0 - 1 |
| 2     | 26 octobre | Cleveland | D 116-135 | Bilal Coulibaly (23) | Kuzma, Valančiūnas (8) | Jordan Poole (6)    | Capital One Arena 15 156 | 0 - 2 |
| 3     | 28 octobre | @ Atlanta | V 121-119 | Jordan Poole (26)    | Kyle Kuzma (11)        | Kyle Kuzma (7)      | State Farm Arena 14 566  | 1 - 2 |
| 4     | 30 octobre | Atlanta   | V 133-120 | Bilal Coulibaly (27) | Bilal Coulibaly (9)    | Jordan Poole (9)    | Capital One Arena 14 255 | 2 - 2 |

| Match                                  | Date match  | Équipe        | Score     | Meilleur marqueur         | Meilleur rebondeur        | Meilleur passeur            | Lieux Spectateurs             | Série  |
| -------------------------------------- | ----------- | ------------- | --------- | ------------------------- | ------------------------- | --------------------------- | ----------------------------- | ------ |
| 5                                      | 2 novembre  | Miami         | D 98-118  | Bilal Coulibaly (22)      | Coulibaly, George (8)     | Carlton Carrington (8)      | Arena Ciudad de México 20 328 | 2 - 3  |
| 6                                      | 4 novembre  | Golden State  | D 112-125 | Kyshawn George (20)       | Jonas Valančiūnas (12)    | Carrington, Valančiūnas (7) | Capital One Arena 15 674      | 2 - 4  |
| 7                                      | 8 novembre  | @ Memphis     | D 104-128 | Kyshawn George (17)       | Carlton Carrington (10)   | Carlton Carrington (8)      | FedExForum 16 216             | 2 - 5  |
| 8                                      | 10 novembre | @ Orlando     | D 94-121  | Jordan Poole (24)         | Kyshawn George (7)        | Bilal Coulibaly (6)         | Kia Center 18 352             | 2 - 6  |
| 9                                      | 11 novembre | @ Houston     | D 92-107  | Kyle Kuzma (18)           | Jonas Valančiūnas (8)     | Carrington, Poole (6)       | Toyota Center 15 998          | 2 - 7  |
| 10                                     | 13 novembre | @ San Antonio | D 130-139 | Jordan Poole (42)         | Jonas Valančiūnas (13)    | Jordan Poole (6)            | Frost Bank Center 16 602      | 2 - 8  |
| 11                                     | 15 novembre | @ Atlanta*    | D 117-129 | Kyle Kuzma (24)           | Coulibaly, Kuzma (9)      | Carlton Carrington (9)      | State Farm Arena 16 038       | 2 - 9  |
| 12                                     | 17 novembre | Détroit       | D 104-124 | Kuzma, Poole (22)         | Jonas Valančiūnas (10)    | Kyshawn George (6)          | Capital One Arena 14 789      | 2 - 10 |
| 13                                     | 18 novembre | @ New York    | D 106-134 | Trois joueurs (18)        | Kuzma, Valančiūnas (8)    | Jordan Poole (5)            | Madison Square Garden 19 812  | 2 - 11 |
| 14                                     | 22 novembre | Boston*       | D 96-108  | Jordan Poole (23)         | Brogdon, Valančiūnas (10) | Jordan Poole (8)            | Capital One Arena 20 385      | 2 - 12 |
| 15                                     | 24 novembre | @ Indiana     | D 103-115 | Coulibaly, Sarr (17)      | Alexandre Sarr (14)       | Brogdon, George (5)         | Gainbridge Fieldhouse 17 274  | 2 - 13 |
| 16                                     | 26 novembre | Chicago*      | D 108-127 | Kyle Kuzma (23)           | Kuzma, Sarr (7)           | Bilal Coulibaly (5)         | Capital One Arena 15 921      | 2 - 14 |
| 17                                     | 27 novembre | L.A. Clippers | D 96-121  | Brogdon, Valančiūnas (17) | Jonas Valančiūnas (7)     | Malcolm Brogdon (6)         | Capital One Arena 15 066      | 2 - 15 |
| 18                                     | 30 novembre | @ Milwaukee   | D 114-124 | Jordan Poole (31)         | Jordan Poole (7)          | Kyle Kuzma (23)             | Fiserv Forum 17 341           | 2 - 16 |
| *Matchs comptant pour la NBA Cup 2024. |             |               |           |                           |                           |                             |                               |        |

| Match                                 | Date match  | Équipe          | Score          | Meilleur marqueur      | Meilleur rebondeur     | Meilleur passeur     | Lieux Spectateurs                 | Série  |
| ------------------------------------- | ----------- | --------------- | -------------- | ---------------------- | ---------------------- | -------------------- | --------------------------------- | ------ |
| 19                                    | 3 décembre  | @ Cleveland*    | D 87-118       | Trois joueurs (13)     | Jonas Valančiūnas (11) | Coulibaly, Poole (4) | Rocket Mortgage FieldHouse 19 432 | 2 - 17 |
| 20                                    | 5 décembre  | Dallas          | D 101-137      | Bagley, Brogdon (16)   | Bagley, Sarr (8)       | Jordan Poole (8)     | Capital One Arena 15 921          | 2 - 18 |
| 21                                    | 7 décembre  | Denver          | V 122-113      | Jordan Poole (39)      | Jonas Valančiūnas (12) | Jordan Poole (8)     | Capital One Arena 16 182          | 3 - 18 |
| 22                                    | 8 décembre  | Memphis         | D 112-140      | Jonas Valančiūnas (20) | Jonas Valančiūnas (14) | Jared Butler (7)     | Capital One Arena 15 012          | 3 - 19 |
| 23                                    | 13 décembre | @ Cleveland     | D 105-115      | Bilal Coulibaly (27)   | Justin Champagnie (8)  | Jordan Poole (6)     | Rocket Mortgage FieldHouse 19 432 | 3 - 20 |
| 24                                    | 15 décembre | Boston          | D 98-112       | Bilal Coulibaly (19)   | Justin Champagnie (14) | Jordan Poole (7)     | Capital One Arena 16 227          | 3 - 21 |
| 25                                    | 19 décembre | Charlotte       | V 123-114      | Jordan Poole (27)      | Carrington, Sarr (9)   | Malcolm Brogdon (6)  | Capital One Arena 15 256          | 4 - 21 |
| 26                                    | 21 décembre | @ Milwaukee     | D 101-112      | Jordan Poole (26)      | Bilal Coulibaly (12)   | Bilal Coulibaly (5)  | Fiserv Forum 17 341               | 4 - 22 |
| 27                                    | 23 décembre | @ Oklahoma City | D 105-123      | Jordan Poole (31)      | Jonas Valančiūnas (16) | Jordan Poole (7)     | Paycom Center 18 203              | 4 - 23 |
| 28                                    | 26 décembre | Charlotte       | V 113-110      | Jordan Poole (25)      | Jonas Valančiūnas (12) | Malcolm Brogdon (6)  | Capital One Arena 17 193          | 5 - 23 |
| 29                                    | 28 décembre | New York        | D 132-136 (OT) | Justin Champagnie (31) | Justin Champagnie (10) | Malcolm Brogdon (7)  | Capital One Arena 20 385          | 5 - 24 |
| 30                                    | 30 décembre | New York        | D 106-126      | Jonas Valančiūnas (22) | Jonas Valančiūnas (9)  | Malcolm Brogdon (7)  | Capital One Arena 20 385          | 5 - 25 |
| *Match comptant pour la NBA Cup 2024. |             |                 |                |                        |                        |                      |                                   |        |

| Match | Date match  | Équipe                | Score     | Meilleur marqueur      | Meilleur rebondeur     | Meilleur passeur           | Lieux Spectateurs               | Série  |
| ----- | ----------- | --------------------- | --------- | ---------------------- | ---------------------- | -------------------------- | ------------------------------- | ------ |
| 31    | 1er janvier | Chicago               | V 125-107 | Jordan Poole (30)      | Alexandre Sarr (10)    | Trois joueurs (6)          | Capital One Arena 16 298        | 6 - 25 |
| 32    | 3 janvier   | @ La Nouvelle-Orléans | D 120-132 | Jordan Poole (26)      | Jonas Valančiūnas (10) | Jordan Poole (7)           | Smoothie King Center 17 307     | 6 - 26 |
| 33    | 5 janvier   | La Nouvelle-Orléans   | D 98-110  | Kyle Kuzma (28)        | Alexandre Sarr (11)    | Brogdon, Butler (5)        | Capital One Arena 15 451        | 6 - 27 |
| 34    | 7 janvier   | Houston               | D 112-135 | Corey Kispert (23)     | Alexandre Sarr (9)     | Carrington, Champagnie (5) | Capital One Arena 12 930        | 6 - 28 |
| 35    | 8 janvier   | @ Philadelphie        | D 103-109 | Jared Butler (26)      | Richaun Holmes (11)    | Jared Butler (7)           | Wells Fargo Center 19 762       | 6 - 29 |
| 36    | 10 janvier  | @ Chicago             | D 105-138 | Jordan Poole (22)      | Alexandre Sarr (11)    | Bilal Coulibaly (5)        | United Center 21 391            | 6 - 30 |
| 37    | 12 janvier  | Oklahoma City         | D 95-136  | Corey Kispert (17)     | Jonas Valančiūnas (8)  | Carlton Carrington (7)     | Capital One Arena 15 711        | 6 - 31 |
| 38    | 13 janvier  | Minnesota             | D 106-120 | Kyle Kuzma (22)        | Jonas Valančiūnas (8)  | Kuzma, Sarr (5)            | Capital One Arena 14 386        | 6 - 32 |
| 39    | 16 janvier  | Phoenix               | D 123-130 | Kyshawn George (24)    | Alexandre Sarr (9)     | Kispert, Kuzma (5)         | Capital One Arena 15 792        | 6 - 33 |
| 40    | 18 janvier  | @ Golden State        | D 114-122 | Jordan Poole (38)      | Sarr, Valančiūnas (9)  | Bilal Coulibaly (7)        | Chase Center 18 064             | 6 - 34 |
| 41    | 19 janvier  | @ Sacramento          | D 100-123 | Jonas Valančiūnas (23) | Jonas Valančiūnas (12) | Cinq joueurs (3)           | Golden 1 Center 17 832          | 6 - 35 |
| 42    | 21 janvier  | @ L.A. Lakers         | D 88-111  | Bilal Coulibaly (17)   | Kyle Kuzma (9)         | George, Kuzma (5)          | Crypto.com Arena 18 672         | 6 - 36 |
| 43    | 23 janvier  | @ L.A. Clippers       | D 93-110  | Jordan Poole (24)      | Sarr, Valančiūnas (10) | Jordan Poole (9)           | Intuit Dome 13 771              | 6 - 37 |
| 44    | 25 janvier  | @ Phoenix             | D 109-119 | Kyle Kuzma (30)        | Kyle Kuzma (11)        | Jordan Poole (10)          | Footprint Center 17 071         | 6 - 38 |
| 45    | 27 janvier  | @ Dallas              | D 108-130 | Bilal Coulibaly (16)   | Trois joueurs (6)      | Jordan Poole (6)           | American Airlines Center 20 031 | 6 - 39 |
| 46    | 29 janvier  | Toronto               | D 82-106  | Kyle Kuzma (19)        | Jonas Valančiūnas (11) | George, Holmes (3)         | Capital One Arena 13 713        | 6 - 40 |
| 47    | 30 janvier  | L.A. Lakers           | D 96-134  | Jordan Poole (19)      | Holmes, Poole (5)      | Carlton Carrington (6)     | Capital One Arena 17 491        | 6 - 41 |

| Match                  | Date match  | Équipe      | Score          | Meilleur marqueur       | Meilleur rebondeur     | Meilleur passeur        | Lieux Spectateurs        | Série   |
| ---------------------- | ----------- | ----------- | -------------- | ----------------------- | ---------------------- | ----------------------- | ------------------------ | ------- |
| 48                     | 1er février | @ Minnesota | V 105-103      | Kyle Kuzma (31)         | Jonas Valančiūnas (10) | Bilal Coulibaly (5)     | Target Center 18 978     | 7 - 41  |
| 49                     | 3 février   | @ Charlotte | V 124-114      | Bilal Coulibaly (26)    | Jonas Valančiūnas (17) | Malcolm Brogdon (7)     | Spectrum Center 14 129   | 8 - 41  |
| 50                     | 5 février   | @ Brooklyn  | V 119-102      | Jordan Poole (19)       | Bilal Coulibaly (10)   | Bilal Coulibaly (11)    | Barclays Center 16 035   | 9 - 41  |
| 51                     | 7 février   | Cleveland   | D 124-134      | Jordan Poole (45)       | Richaun Holmes (12)    | Jordan Poole (5)        | Capital One Arena 20 385 | 9 - 42  |
| 52                     | 8 février   | Atlanta     | D 111-125      | Carlton Carrington (23) | Trois joueurs (8)      | Carlton Carrington (7)  | Capital One Arena 16 835 | 9 - 43  |
| 53                     | 10 février  | San Antonio | D 121-131      | Tristan Vukčević (18)   | Kyshawn George (7)     | Brogdon, Carrington (5) | Capital One Arena 17 446 | 9 - 44  |
| 54                     | 12 février  | Indiana     | D 130-134 (OT) | Jordan Poole (42)       | Kyshawn George (9)     | Bilal Coulibaly (8)     | Capital One Arena 11 457 | 9 - 45  |
| NBA All-Star Game 2025 |             |             |                |                         |                        |                         |                          |         |
| 55                     | 21 février  | Milwaukee   | D 101-104      | Alex Sarr (22)          | Kyshawn George (9)     | George, Poole (5)       | Capital One Arena 18 865 | 9 - 46  |
| 56                     | 23 février  | @ Orlando   | D 90-110       | Jordan Poole (16)       | Richaun Holmes (10)    | Bilal Coulibaly (6)     | Kia Center 18 712        | 9 - 47  |
| 57                     | 24 février  | Brooklyn    | V 107-99       | Jordan Poole (26)       | Justin Champagnie (7)  | George, Middleton (5)   | Capital One Arena 13 785 | 10 - 47 |
| 58                     | 26 février  | Portland    | D 121-129      | Jordan Poole (24)       | Carlton Carrington (8) | Khris Middleton (5)     | Capital One Arena 12 943 | 10 - 48 |

| Match | Date match | Équipe         | Score     | Meilleur marqueur         | Meilleur rebondeur      | Meilleur passeur       | Lieux Spectateurs            | Série   |
| ----- | ---------- | -------------- | --------- | ------------------------- | ----------------------- | ---------------------- | ---------------------------- | ------- |
| 59    | 1er mars   | @ Charlotte    | V 113-100 | Coulibaly, Middleton (17) | Richaun Holmes (9)      | Kyshawn George (8)     | Spectrum Center 17 904       | 11 - 48 |
| 60    | 3 mars     | @ Miami        | D 90-106  | Khris Middleton (16)      | Trois joueurs (8)       | Carlton Carrington (7) | Kaseya Center 19 600         | 11 - 49 |
| 61    | 5 mars     | Utah           | V 125-122 | Kyshawn George (23)       | George, Vukčević (7)    | Carlton Carrington (9) | Capital One Arena 14 761     | 12 - 49 |
| 62    | 8 mars     | @ Toronto      | V 118-117 | Jordan Poole (34)         | Alex Sarr (14)          | Jordan Poole (5)       | Scotiabank Arena 19 042      | 13 - 49 |
| 63    | 10 mars    | @ Toronto      | D 104-119 | Poole, Sarr (16)          | Alex Sarr (11)          | AJ Johnson (6)         | Scotiabank Arena 18 739      | 13 - 50 |
| 64    | 11 mars    | @ Détroit      | D 103-123 | Marcus Smart (16)         | Champagnie, Holmes (8)  | Trois joueurs (3)      | Little Caesars Arena 17 699  | 13 - 51 |
| 65    | 13 mars    | @ Détroit      | V 129-125 | Alex Sarr (19)            | Justin Champagnie (9)   | Khris Middleton (8)    | Little Caesars Arena 20 062  | 14 - 51 |
| 66    | 15 mars    | @ Denver       | V 126-123 | Alex Sarr (34)            | Justin Champagnie (13)  | Carlton Carrington (7) | Ball Arena 19 833            | 15 - 51 |
| 67    | 17 mars    | @ Portland     | D 97-112  | Alex Sarr (20)            | Tristan Vukčević (8)    | Carlton Carrington (8) | Moda Center 17 919           | 15 - 52 |
| 68    | 19 mars    | @ Utah         | D 112-128 | Colby Jones (24)          | Alex Sarr (9)           | AJ Johnson (6)         | Delta Center 18 175          | 15 - 53 |
| 69    | 21 mars    | Orlando        | D 105-120 | Alex Sarr (19)            | Alex Sarr (10)          | Kyshawn George (8)     | Capital One Arena 18 317     | 15 - 54 |
| 70    | 22 mars    | @ New York     | D 103-122 | Jordan Poole (25)         | Kyshawn George (10)     | Kyshawn George (4)     | Madison Square Garden 19 812 | 15 - 55 |
| 71    | 24 mars    | Toronto        | D 104-112 | Jordan Poole (23)         | Carlton Carrington (11) | Carlton Carrington (6) | Capital One Arena 13 532     | 15 - 56 |
| 72    | 26 mars    | @ Philadelphie | V 119-114 | Alex Sarr (24)            | Justin Champagnie (10)  | Jordan Poole (7)       | Wells Fargo Center 19 770    | 16 - 56 |
| 73    | 27 mars    | Indiana        | D 109-162 | Alex Sarr (22)            | Champagnie, Sarr (7)    | Carlton Carrington (6) | Capital One Arena 15 393     | 16 - 57 |
| 74    | 29 mars    | Brooklyn       | D 112-115 | Johnson, Jones (20)       | Justin Champagnie (9)   | Trois joueurs (4)      | Capital One Arena 16 316     | 16 - 58 |
| 75    | 31 mars    | Miami          | D 94-120  | Jordan Poole (35)         | Carrington, Holmes (8)  | Carlton Carrington (9) | Capital One Arena 16 901     | 16 - 59 |

| Match | Date match | Équipe       | Score     | Meilleur marqueur       | Meilleur rebondeur     | Meilleur passeur        | Lieux Spectateurs            | Série   |
| ----- | ---------- | ------------ | --------- | ----------------------- | ---------------------- | ----------------------- | ---------------------------- | ------- |
| 76    | 2 avril    | Sacramento   | V 116-111 | Jordan Poole (23)       | Justin Champagnie (11) | Carlton Carrington (7)  | Capital One Arena 15 018     | 17 - 59 |
| 77    | 3 avril    | Orlando      | D 97-109  | Carlton Carrington (32) | Carlton Carrington (9) | Carlton Carrington (7)  | Capital One Arena 15 998     | 17 - 60 |
| 78    | 6 avril    | @ Boston     | D 90-124  | Alex Sarr (16)          | Justin Champagnie (13) | Carlton Carrington (6)  | TD Garden 19 156             | 17 - 61 |
| 79    | 8 avril    | @ Indiana    | D 98-104  | Champagnie, Sarr (20)   | Justin Champagnie (13) | Alex Sarr (6)           | Gainbridge Fieldhouse 16 144 | 17 - 62 |
| 80    | 9 avril    | Philadelphie | D 103-122 | Tristan Vukčević (24)   | Justin Champagnie (12) | Carlton Carrington (6)  | Capital One Arena 17 222     | 17 - 63 |
| 81    | 11 avril   | @ Chicago    | D 89-119  | Justin Champagnie (22)  | Justin Champagnie (14) | Carlton Carrington (11) | United Center 21 400         | 17 - 64 |
| 82    | 13 avril   | @ Miami      | V 119-118 | Tristan Vukčević (28)   | Tristan Vukčević (11)  | Carlton Carrington (9)  | Kaseya Center 19 968         | 18 - 64 |

### Confrontations en saison régulière
| Conférence Est      | Conférence Est                             | Conférence Est                             | Conférence Est                             | Conférence Est                             | Conférence Est                             | Conférence Ouest                           | Conférence Ouest                           | Conférence Ouest                           |
| Division Atlantique | Division Atlantique                        | Division Atlantique                        | Division Atlantique                        | Division Atlantique                        | Division Atlantique                        | Division Nord-Ouest                        | Division Nord-Ouest                        | Division Nord-Ouest                        |
| Équipe              | Domicile                                   | Domicile                                   | Domicile                                   | Extérieur                                  | Extérieur                                  | Équipe                                     | Domicile                                   | Extérieur                                  |
| ------------------- | ------------------------------------------ | ------------------------------------------ | ------------------------------------------ | ------------------------------------------ | ------------------------------------------ | ------------------------------------------ | ------------------------------------------ | ------------------------------------------ |
| Boston              | 102-122                                    | 96-108                                     | 98-112                                     | 90-124                                     |                                            | Denver                                     | 122-113                                    | 126-123                                    |
| Brooklyn            | 107-99                                     | 112-115                                    |                                            | 119-102                                    |                                            | Minnesota                                  | 106-120                                    | 105-103                                    |
| New York            | 132-136 (OT)                               | 106-126                                    |                                            | 106-134                                    | 103-122                                    | Oklahoma City                              | 95-136                                     | 105-123                                    |
| Philadelphie        | 103-122                                    |                                            |                                            | 103-109                                    | 119-114                                    | Portland                                   | 121-129                                    | 97-112                                     |
| Toronto             | 82-106                                     | 104-112                                    |                                            | 118-117                                    | 104-119                                    | Utah                                       | 125-122                                    | 112-128                                    |
| Division            | 4–14 (Domicile : 1-9; Extérieur : 3–5)     | 4–14 (Domicile : 1-9; Extérieur : 3–5)     | 4–14 (Domicile : 1-9; Extérieur : 3–5)     | 4–14 (Domicile : 1-9; Extérieur : 3–5)     | 4–14 (Domicile : 1-9; Extérieur : 3–5)     | Division                                   | 4–6 (Domicile : 2-3; Extérieur : 2–3)      | 4–6 (Domicile : 2-3; Extérieur : 2–3)      |
| Division Centrale   | Division Centrale                          | Division Centrale                          | Division Centrale                          | Division Centrale                          | Division Centrale                          | Division Pacifique                         | Division Pacifique                         | Division Pacifique                         |
| Équipe              | Domicile                                   | Domicile                                   | Domicile                                   | Extérieur                                  | Extérieur                                  | Équipe                                     | Domicile                                   | Extérieur                                  |
| Chicago             | 108-127                                    | 125-107                                    |                                            | 105-138                                    | 89-119                                     | Golden State                               | 112-125                                    | 114-122                                    |
| Cleveland           | 116-135                                    | 124-134                                    |                                            | 87-118                                     | 105-115                                    | L.A. Clippers                              | 96-121                                     | 93-110                                     |
| Détroit             | 104-124                                    |                                            |                                            | 103-123                                    | 129-125                                    | L.A. Lakers                                | 96-134                                     | 88-111                                     |
| Indiana             | 130-134 (OT)                               | 109-162                                    |                                            | 103-115                                    | 98-104                                     | Phoenix                                    | 123-130                                    | 109-119                                    |
| Milwaukee           | 101-104                                    |                                            |                                            | 114-124                                    | 101-112                                    | Sacramento                                 | 116-111                                    | 100-123                                    |
| Division            | 2–16 (Domicile : 1–7; Extérieur : 1–9)     | 2–16 (Domicile : 1–7; Extérieur : 1–9)     | 2–16 (Domicile : 1–7; Extérieur : 1–9)     | 2–16 (Domicile : 1–7; Extérieur : 1–9)     | 2–16 (Domicile : 1–7; Extérieur : 1–9)     | Division                                   | 1–9 (Domicile : 1–4; Extérieur : 0–5)      | 1–9 (Domicile : 1–4; Extérieur : 0–5)      |
| Division Sud-Est    | Division Sud-Est                           | Division Sud-Est                           | Division Sud-Est                           | Division Sud-Est                           | Division Sud-Est                           | Division Sud-Ouest                         | Division Sud-Ouest                         | Division Sud-Ouest                         |
| Équipe              | Domicile                                   | Domicile                                   | Domicile                                   | Extérieur                                  | Extérieur                                  | Équipe                                     | Domicile                                   | Extérieur                                  |
| Atlanta             | 133-120                                    | 111-125                                    |                                            | 121-119                                    | 117-129                                    | Dallas                                     | 101-137                                    | 108-130                                    |
| Charlotte           | 123-114                                    | 113-110                                    |                                            | 124-114                                    | 113-100                                    | Houston                                    | 112-135                                    | 92-107                                     |
| Miami               | 98-118                                     | 94-120                                     |                                            | 90-106                                     | 119-118                                    | Memphis                                    | 112-140                                    | 104-128                                    |
| Orlando             | 105-120                                    | 97-109                                     |                                            | 94-121                                     | 90-110                                     | New Orleans                                | 98-110                                     | 120-132                                    |
|                     |                                            |                                            |                                            |                                            |                                            | San Antonio                                | 121-131                                    | 130-139                                    |
| Division            | 7–9 (Domicile : 3–5; Extérieur : 4–4)      | 7–9 (Domicile : 3–5; Extérieur : 4–4)      | 7–9 (Domicile : 3–5; Extérieur : 4–4)      | 7–9 (Domicile : 3–5; Extérieur : 4–4)      | 7–9 (Domicile : 3–5; Extérieur : 4–4)      | Division                                   | 0–10 (Domicile : 0–5; Extérieur : 0–5)     | 0–10 (Domicile : 0–5; Extérieur : 0–5)     |
| Conférence          | 13–39 (Domicile : 5–21; Extérieur : 8–18)  | 13–39 (Domicile : 5–21; Extérieur : 8–18)  | 13–39 (Domicile : 5–21; Extérieur : 8–18)  | 13–39 (Domicile : 5–21; Extérieur : 8–18)  | 13–39 (Domicile : 5–21; Extérieur : 8–18)  | Conférence                                 | 5–25 (Domicile : 3–12; Extérieur : 2–13)   | 5–25 (Domicile : 3–12; Extérieur : 2–13)   |
| Total               | 18–64 (Domicile : 8–33; Extérieur : 10–31) | 18–64 (Domicile : 8–33; Extérieur : 10–31) | 18–64 (Domicile : 8–33; Extérieur : 10–31) | 18–64 (Domicile : 8–33; Extérieur : 10–31) | 18–64 (Domicile : 8–33; Extérieur : 10–31) | 18–64 (Domicile : 8–33; Extérieur : 10–31) | 18–64 (Domicile : 8–33; Extérieur : 10–31) | 18–64 (Domicile : 8–33; Extérieur : 10–31) |

## Classements

### Saison régulière
| Conférence Est | Conférence Est             | Conférence Est | Conférence Est | Conférence Est | Conférence Est | Conférence Est | Conférence Est |
| No             | Franchise                  | Vic.           | Déf.           | MJ             | V/D            | GB             |                |
| -------------- | -------------------------- | -------------- | -------------- | -------------- | -------------- | -------------- | -------------- |
| 1              | Cavaliers de Cleveland - c | 64             | 18             | 82             | .780           | –              |                |
| 2              | Celtics de Boston - y      | 61             | 21             | 82             | .744           | 3              |                |
| 3              | Knicks de New York - x     | 51             | 31             | 82             | .622           | 13             |                |
| 4              | Pacers de l'Indiana - x    | 50             | 32             | 82             | .610           | 14             |                |
| 5              | Bucks de Milwaukee - x     | 48             | 34             | 82             | .585           | 16             |                |
| 6              | Pistons de Détroit - x     | 44             | 38             | 82             | .537           | 20             |                |
|                |                            |                |                |                |                |                |                |
| 7              | Magic d'Orlando - y        | 41             | 41             | 82             | .500           | 23             |                |
| 8              | Hawks d'Atlanta - pi       | 40             | 42             | 82             | .488           | 24             |                |
| 9              | Bulls de Chicago - pi      | 39             | 43             | 82             | .476           | 25             |                |
| 10             | Heat de Miami - x          | 37             | 45             | 82             | .451           | 27             |                |
|                |                            |                |                |                |                |                |                |
| 11             | Raptors de Toronto - o     | 30             | 52             | 82             | .366           | 34             |                |
| 12             | Nets de Brooklyn - o       | 26             | 56             | 82             | .317           | 38             |                |
| 13             | 76ers de Philadelphie - o  | 24             | 58             | 82             | .293           | 40             |                |
| 14             | Hornets de Charlotte - o   | 19             | 63             | 82             | .232           | 45             |                |
| 15             | Wizards de Washington - o  | 18             | 64             | 82             | .220           | 46             |                |

| Division Sud-Est          | V  | D  | MJ | V/D  | GB | Dom   | Ext   | Neu | Div  |
| ------------------------- | -- | -- | -- | ---- | -- | ----- | ----- | --- | ---- |
| Magic d'Orlando - y - pi  | 41 | 41 | 82 | .500 | –  | 22-19 | 19-22 | 0-0 | 12-4 |
| Hawks d'Atlanta - pi      | 40 | 42 | 82 | .488 | 1  | 21-19 | 19-22 | 0-1 | 10-6 |
| Heat de Miami - x         | 37 | 45 | 82 | .451 | 4  | 19-22 | 17-23 | 1-0 | 10-6 |
| Hornets de Charlotte - o  | 19 | 63 | 82 | .232 | 22 | 12-29 | 7-34  | 0-0 | 1-15 |
| Wizards de Washington - o | 18 | 64 | 82 | .220 | 23 | 8-32  | 10-31 | 0-1 | 7-9  |

### NBA In-Season Tournament
| Rang | Équipe                 | %    | J | G | P | Pp  | Pc  | Diff |
| ---- | ---------------------- | ---- | - | - | - | --- | --- | ---- |
| 1    | Hawks d'Atlanta        | .750 | 4 | 3 | 1 | 485 | 470 | 15   |
| 2    | Celtics de Boston      | .750 | 4 | 3 | 1 | 482 | 459 | 23   |
| 3    | Cavaliers de Cleveland | .500 | 4 | 2 | 2 | 480 | 450 | 30   |
| 4    | Bulls de Chicago       | .500 | 4 | 2 | 2 | 518 | 512 | 6    |
| 5    | Wizards de Washington  | .000 | 4 | 0 | 4 | 408 | 482 | -74  |

|  | Quarts de finale                     | Quarts de finale                 | Quarts de finale                 | Quarts de finale                 |                         |                         | Demi-finales                     | Demi-finales                     | Demi-finales                     | Demi-finales                     |  |  | Finale                           | Finale                           | Finale                           | Finale                           |
|  |                                      |                                  |                                  |                                  |                         |                         |                                  |                                  |                                  |                                  |  |  |                                  |                                  |                                  |                                  |
|  | 10 décembre 2024 – Milwaukee, WI     | 10 décembre 2024 – Milwaukee, WI | 10 décembre 2024 – Milwaukee, WI | 10 décembre 2024 – Milwaukee, WI |                         |                         | 14 décembre 2024 – Las Vegas, NV | 14 décembre 2024 – Las Vegas, NV | 14 décembre 2024 – Las Vegas, NV | 14 décembre 2024 – Las Vegas, NV |  |  | 17 décembre 2024 – Las Vegas, NV | 17 décembre 2024 – Las Vegas, NV | 17 décembre 2024 – Las Vegas, NV | 17 décembre 2024 – Las Vegas, NV |
|  | 10 décembre 2024 – Milwaukee, WI     | 10 décembre 2024 – Milwaukee, WI | 10 décembre 2024 – Milwaukee, WI | 10 décembre 2024 – Milwaukee, WI |                         |                         | 14 décembre 2024 – Las Vegas, NV | 14 décembre 2024 – Las Vegas, NV | 14 décembre 2024 – Las Vegas, NV | 14 décembre 2024 – Las Vegas, NV |  |  | 17 décembre 2024 – Las Vegas, NV | 17 décembre 2024 – Las Vegas, NV | 17 décembre 2024 – Las Vegas, NV | 17 décembre 2024 – Las Vegas, NV |
|  | Bucks de Milwaukee                   | Bucks de Milwaukee               | 114                              | 114                              |                         |                         | 14 décembre 2024 – Las Vegas, NV | 14 décembre 2024 – Las Vegas, NV | 14 décembre 2024 – Las Vegas, NV | 14 décembre 2024 – Las Vegas, NV |  |  | 17 décembre 2024 – Las Vegas, NV | 17 décembre 2024 – Las Vegas, NV | 17 décembre 2024 – Las Vegas, NV | 17 décembre 2024 – Las Vegas, NV |
|  | Bucks de Milwaukee                   | Bucks de Milwaukee               | 114                              | 114                              |                         |                         | 14 décembre 2024 – Las Vegas, NV | 14 décembre 2024 – Las Vegas, NV | 14 décembre 2024 – Las Vegas, NV | 14 décembre 2024 – Las Vegas, NV |  |  | 17 décembre 2024 – Las Vegas, NV | 17 décembre 2024 – Las Vegas, NV | 17 décembre 2024 – Las Vegas, NV | 17 décembre 2024 – Las Vegas, NV |
|  | Magic d'Orlando                      | Magic d'Orlando                  | 109                              | 109                              |                         |                         | 14 décembre 2024 – Las Vegas, NV | 14 décembre 2024 – Las Vegas, NV | 14 décembre 2024 – Las Vegas, NV | 14 décembre 2024 – Las Vegas, NV |  |  | 17 décembre 2024 – Las Vegas, NV | 17 décembre 2024 – Las Vegas, NV | 17 décembre 2024 – Las Vegas, NV | 17 décembre 2024 – Las Vegas, NV |
|  | Magic d'Orlando                      | Magic d'Orlando                  | 109                              | 109                              | Bucks de Milwaukee      | Bucks de Milwaukee      | 110                              | 110                              |                                  |                                  |  |  | 17 décembre 2024 – Las Vegas, NV | 17 décembre 2024 – Las Vegas, NV | 17 décembre 2024 – Las Vegas, NV | 17 décembre 2024 – Las Vegas, NV |
|  | 11 décembre 2024 – New York, NY      |                                  |                                  |                                  | Bucks de Milwaukee      | Bucks de Milwaukee      | 110                              | 110                              |                                  |                                  |  |  | 17 décembre 2024 – Las Vegas, NV | 17 décembre 2024 – Las Vegas, NV | 17 décembre 2024 – Las Vegas, NV | 17 décembre 2024 – Las Vegas, NV |
|  |                                      |                                  | Hawks d'Atlanta                  | Hawks d'Atlanta                  | 102                     | 102                     |                                  |                                  |                                  |                                  |  |  | 17 décembre 2024 – Las Vegas, NV | 17 décembre 2024 – Las Vegas, NV | 17 décembre 2024 – Las Vegas, NV | 17 décembre 2024 – Las Vegas, NV |
|  | Knicks de New York                   | Knicks de New York               | Hawks d'Atlanta                  | Hawks d'Atlanta                  | 102                     | 102                     | 100                              | 100                              |                                  |                                  |  |  | 17 décembre 2024 – Las Vegas, NV | 17 décembre 2024 – Las Vegas, NV | 17 décembre 2024 – Las Vegas, NV | 17 décembre 2024 – Las Vegas, NV |
|  | Knicks de New York                   | Knicks de New York               | 14 décembre 2024 – Las Vegas, NV |                                  |                         |                         | 100                              | 100                              |                                  |                                  |  |  | 17 décembre 2024 – Las Vegas, NV | 17 décembre 2024 – Las Vegas, NV | 17 décembre 2024 – Las Vegas, NV | 17 décembre 2024 – Las Vegas, NV |
|  | Hawks d'Atlanta                      | Hawks d'Atlanta                  | 108                              | 108                              |                         |                         |                                  |                                  |                                  |                                  |  |  | 17 décembre 2024 – Las Vegas, NV | 17 décembre 2024 – Las Vegas, NV | 17 décembre 2024 – Las Vegas, NV | 17 décembre 2024 – Las Vegas, NV |
|  | Hawks d'Atlanta                      | Hawks d'Atlanta                  | 108                              | 108                              | Bucks de Milwaukee      | Bucks de Milwaukee      | 97                               | 97                               |                                  |                                  |  |  |                                  |                                  |                                  |                                  |
|  | 10 décembre 2024 – Oklahoma City, OK |                                  |                                  |                                  | Bucks de Milwaukee      | Bucks de Milwaukee      | 97                               | 97                               |                                  |                                  |  |  |                                  |                                  |                                  |                                  |
|  |                                      |                                  | Thunder d'Oklahoma City          | Thunder d'Oklahoma City          | 81                      | 81                      |                                  |                                  |                                  |                                  |  |  |                                  |                                  |                                  |                                  |
|  | Thunder d'Oklahoma City              | Thunder d'Oklahoma City          | Thunder d'Oklahoma City          | Thunder d'Oklahoma City          | 81                      | 81                      | 118                              | 118                              |                                  |                                  |  |  |                                  |                                  |                                  |                                  |
|  | Thunder d'Oklahoma City              | Thunder d'Oklahoma City          |                                  |                                  |                         |                         |                                  |                                  |                                  |                                  |  |  |                                  |                                  |                                  |                                  |
|  | Mavericks de Dallas                  | Mavericks de Dallas              | 104                              | 104                              |                         |                         |                                  |                                  |                                  |                                  |  |  |                                  |                                  |                                  |                                  |
|  | Mavericks de Dallas                  | Mavericks de Dallas              | 104                              | 104                              | Thunder d'Oklahoma City | Thunder d'Oklahoma City | 111                              | 111                              |                                  |                                  |  |  |                                  |                                  |                                  |                                  |
|  | 11 décembre 2024 – Houston, TX       |                                  |                                  |                                  | Thunder d'Oklahoma City | Thunder d'Oklahoma City | 111                              | 111                              |                                  |                                  |  |  |                                  |                                  |                                  |                                  |
|  |                                      |                                  | Rockets de Houston               | Rockets de Houston               | 96                      | 96                      |                                  |                                  |                                  |                                  |  |  |                                  |                                  |                                  |                                  |
|  | Rockets de Houston                   | Rockets de Houston               | Rockets de Houston               | Rockets de Houston               | 96                      | 96                      | 91                               | 91                               |                                  |                                  |  |  |                                  |                                  |                                  |                                  |
|  | Rockets de Houston                   | Rockets de Houston               |                                  |                                  |                         |                         |                                  | 91                               |                                  |                                  |  |  |                                  |                                  |                                  |                                  |
|  | Warriors de Golden State             | Warriors de Golden State         | 90                               | 90                               |                         |                         |                                  |                                  |                                  |                                  |  |  |                                  |                                  |                                  |                                  |
|  | Warriors de Golden State             | Warriors de Golden State         | 90                               | 90                               |                         |                         |                                  |                                  |                                  |                                  |  |  |                                  |                                  |                                  |                                  |
|  |                                      |                                  |                                  |                                  |                         |                         |                                  |                                  |                                  |                                  |  |  |                                  |                                  |                                  |                                  |